# Igreja da Casa do Oleiro
A Igreja da Casa do Oleiro (em inglês:   The Potter's House Church) é uma megaigreja cristã não-denominacional situada em Dallas, Texas. Fundada por T. D. Jakes. É a 10ª maior congregação dos Estados Unidos até 2008, segundo à Outreach Magazine, com mais de 30.000 membros.

## História
O edifício da igreja foi estabelecido pelo tele-evangelista W. V. Grant, com o nome Eagles Nest Family Church. Está localizado no sudoeste de Dallas ao lado da Dallas Baptist University. Depois de Grant foi condenado por evasão fiscal em 1996, vendeu o edifício à TD Jakes, que relançou-o como The Potter's House.. Jakes havia se mudado de West Virginia, com 50 famílias, que formavam o núcleo de sua congregação.. Para lidar com a expansão, a igreja construiu um santuário de 191.000 pés quadrados (17.700 m2), a um custo de US $ 45 milhões, pagando a dívida em quatro anos. O auditório foi concluído em agosto de 2000 e possui assentos em cascata, um grande palco, um coro que pode acomodar 450 pessoas e um sistema de audio-visual avançado. O santuário da igreja também é usado para eventos, como formaturas, shows e apresentações corporativas.